# Synagoge (Senones)

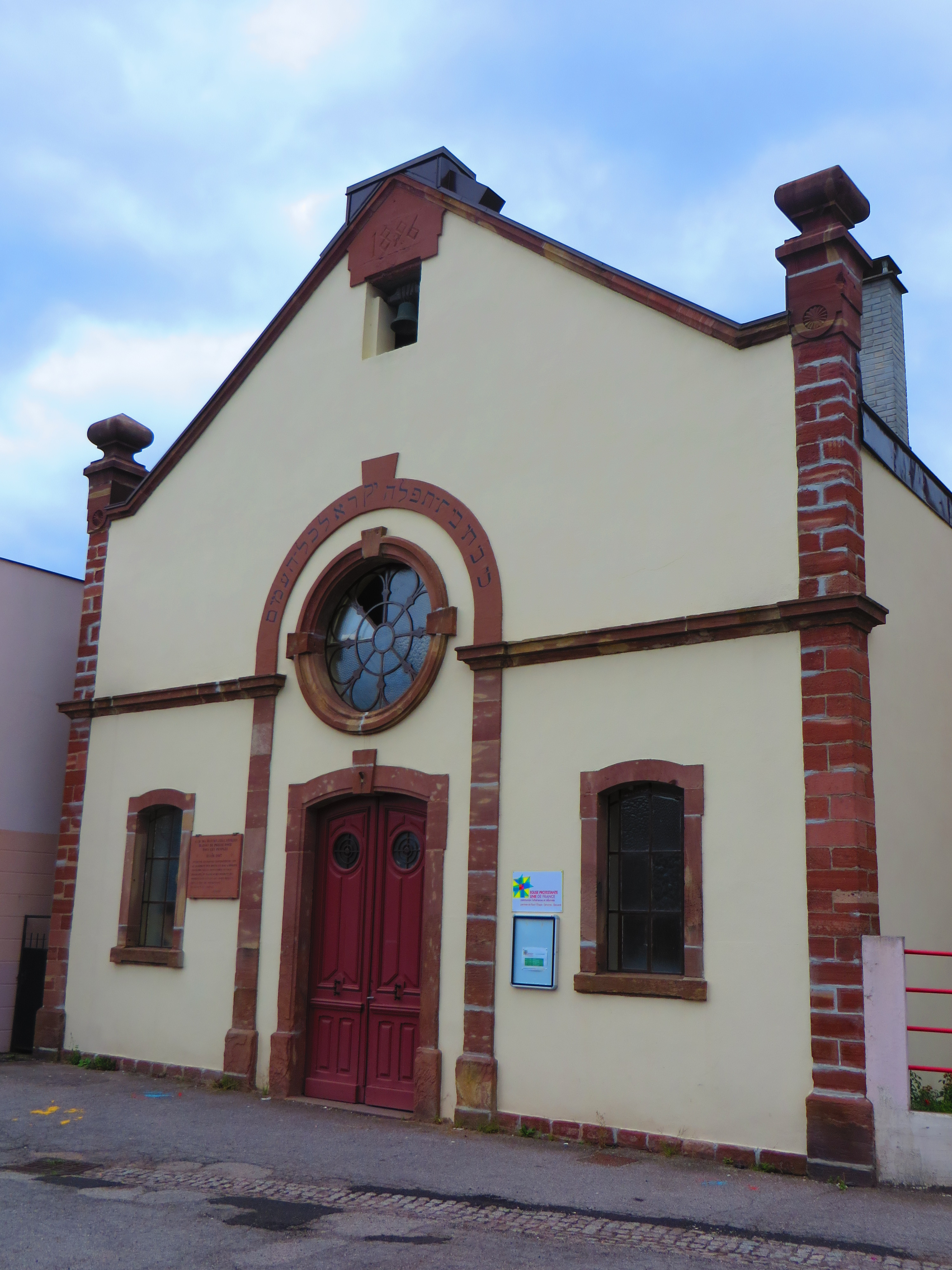
Ehemalige Synagoge in Senones, heute Protestantische Kirche

Die Synagoge in Senones, einer französischen Gemeinde im Département Vosges in der Region Lothringen, wurde 1896/97 errichtet. Die Synagoge wurde am 11. März 1897 feierlich eingeweiht.
Während der deutschen Besatzung im Zweiten Weltkrieg wurde sie verwüstet. Da nach 1945 keine jüdische Gemeinde mehr entstehen konnte, verkaufte das Konsistorium die Synagoge an die protestantische Gemeinde mit dem Hinweis, dass Protestanten den Juden während der Verfolgung geholfen hätten. Die ehemalige Synagoge ist heute das Kirchengebäude einer Gemeinde innerhalb der Vereinigten Protestantischen Kirche Frankreichs.